# Єжи Бузек
Єжи Кароль Бузек (пол. Jerzy Karol Buzek, нар.3 липня 1940, Сміловиці, Заолжя, нині Чехія) — польський політик, Прем'єр-міністр Польщі з 1997 по 2001 рік, депутат Європарламенту з 13 червня 2004 року. Президент Європейського парламенту з 14 липня 2009 року по 17 січня 2012 року.

## Життєпис
Народився 3 липня 1940 в селі Сміловиці, що розташоване в Тешинській Сілезії (зараз територія Чехії). Батько працював інженером-електриком, а мати вчителькою. У роки Другої світової війни його батько був у підпіллі. Після того, як територія відійшла до складу Чехословаччини, його батьки приймають рішення переїхати до Польщі в Хожув.

### Освіта
З 1947 по 1957 Бузек навчається в школах у Хожуві. По закінченню навчання у школі вступив до Сілезького (Шльонського) політехнічного інституту на механіко-енергетичний факультет.
У 1963 здобув диплом магістра за спеціальністю інженер механіка-енергетика.
Після закінчення інституту почав працювати в Інституті хімічної інженерії, Польської академії наук у Гливицях, де здобув науковий ступінь в 1969. В інституті він знайомиться із своє майбутньою дружиною Людгардою. В 1971 проходить стажування у Кембриджському університеті.

### Кар'єра
У 1974 став викладачем в Сілезькій політехніці, з 1994 в Опольській політехніці. 13 років очолював експертний колектив Польської Академії Наук щодо охорони повітря.  З початку 1980-х років працює у сфері охорони навколишнього середовища.
Після програшу на виборах 2001 викладав і був проректором з наукових питань Полонійної Академії в Ченстохові. Був також членом та науковим секретарем Наукового комітету Хімічної інженерії Польської академії наук у Гливицях.

### Родина
У 1974 Єжи одружується, Людґарда Бузек — професор хімічної інженерії. В 1976 народилася донька Агата.
Єжи Бузек є вірним Євангельсько-Аусбургської Церкви. Дочка Агата Бузек — акторка.

## Суспільна і політична діяльність

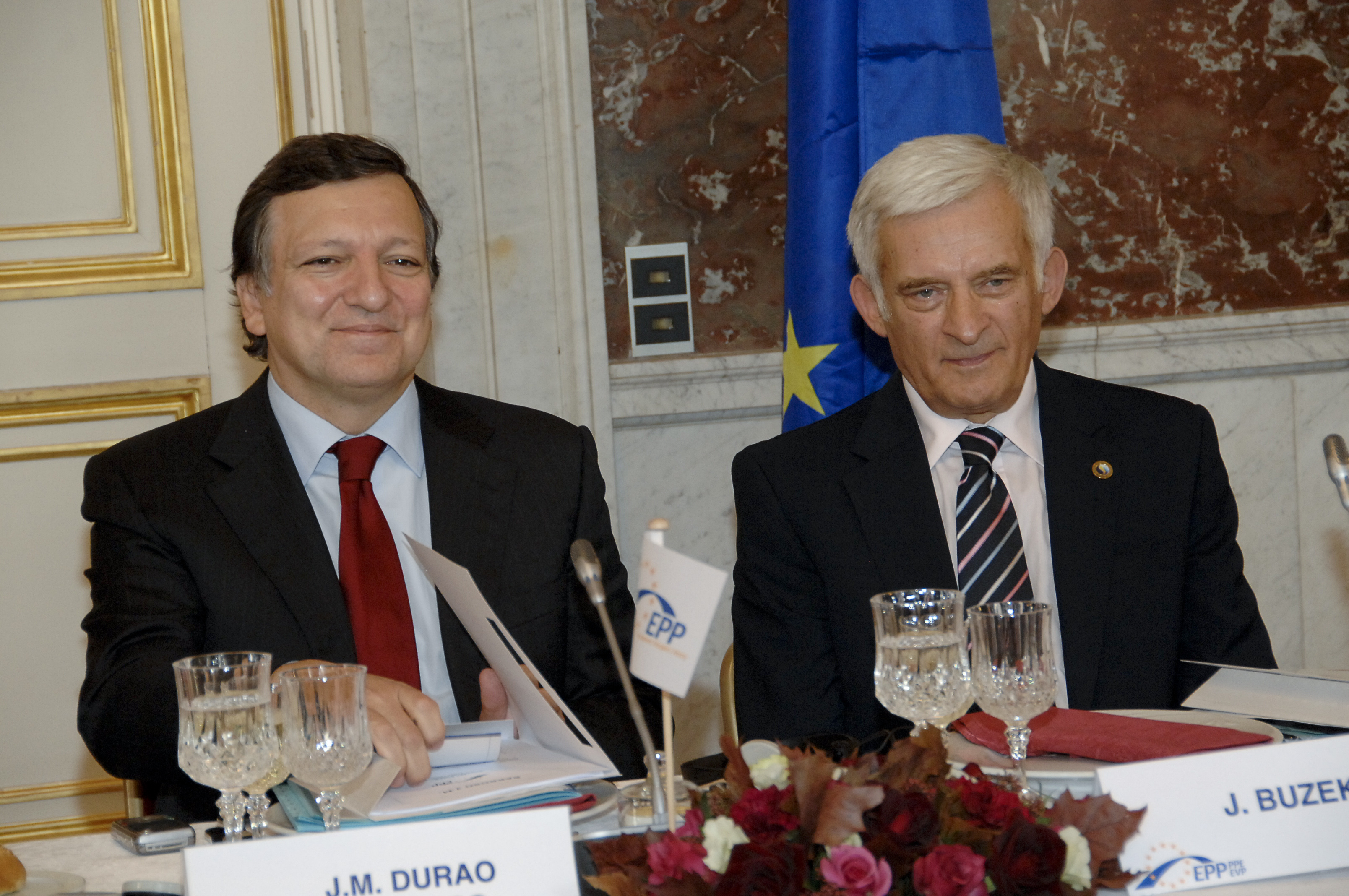
Єжи Бузек разом з Жозе Мануелем Баррозу

### Участь в «Солідарності»
У вересні 1980 року вступив до незалежної профспілки «Солідарність», був головою профспілкової комісії в своєму місці роботи. Був співтворцем структур «Солідарності» у Верхній Сілезії, діяв також в комісії науки порозуміння при «Солідарності». У липні 1981 року був обраний делегатом Першого загальнопольського з’їзду «Солідарності» у Гданську, увійшов до президії з’їзду, у його першому турі був одним із головуючих засідань, у другому турі був головою президії з’їзду.
Після запровадження воєнного стану 13 грудня 1981 року уникнув арешту, з січня 1982 року був одним із видавців та головним редактором «Регіонального інформатора Сілезько-Домбровської Солідарності». Редактором був біля року. У травні 1982 року створив підпільну структуру «Солідарності» – Регіональну консультаційну комісію, переформатовану в січні 1983 року в Регіональну виконавчу комісію (був її головою). Як представник цієї комісії, співпрацював із Тимчасовою координаційною комісією. Послуговувався псевдонімами «Губерт» і «Кароль». У червні 1983 року на посаді голови комісії його змінив Тадеуш Єдинак, але Бузек продовжував координувати її дії, був зв’язковим із Координаційною комісією. В тому ж році призначений координатором зв’язкових з усіх регіонів, виконував цю функцію до липня 1986 року, коли обмежив опозиційну діяльність з огляду на важу хворобу доньки, а в 1987 році виїхав за кордон для її лікування.
Профспілкову діяльність продовжував після 1989 року, входив до складу регіонального та загальнодержавного керівництва профспілки, був головою IV, V i VI з’їздів «Солідарності».

### Прем'єр-міністр Польщі
Єжи Бузек став одним із експертів Виборчої акції «Солідарність» (пол. Akcja Wyborcza Solidarność, АВС) – коаліційного політичного угрупування правоцентристського напрямку, котре виникло 8 червня 1996 року, мало владу у Польщі в 1997–2001 роках. Бузек став співавтором економічної програми АВС.
У 1997 році став депутатом Сейму від округу в м. Гливиці за списками АВС. Наприкінці року правляча коаліція АВС – Унія свободи призначає Єжи Бузека прем'єр-міністром Польщі. Після обрання прем’єр-міністром призупинив членство в «Солідарності». В 1998 році став головою Суспільного руху АВС, а в 2000 році очолив Виборчу акцію «Солідарність».
За часів його керівництва урядом, Польща вступила в НАТО, провела переговори щодо вступу в ЄС. Його уряд провів так звані «чотири реформи» (пенсійна, охорони здоров'я, уряду та освіти). Був другим в історії Польщі євангеліком на посаді прем’єр-міністра, після Феліціяна Славоя Складковського, а також першим прем’єром в історії післякомуністичної Польщі, що керував протягом повної чотирилітньої каденції парламенту.
Після програшу на виборах пішов з посади голови Суспільного руху АВС, передаючи правління Мечиславу Яновському.

### Євродепутат
13 червня 2004 року обраний до Європейського парламенту за списком Громадянської платформи. В Європарламенті приєднується до найбільшої політичної фракції Європейська народна партія — Християнські демократи (EPP-ED). В 2004–2009 роках був членом Комітету з питань Промисловості, Науки та Енергетики. Член комітету парламентського співробітництва Україна-ЄС. Працював у Постійній комісії Європарламенту ЄС-Україна та в Комісії щодо стосунків із державами Південно-Східної Азії та Асоціацією держав Південно-Східної Азії (ASEAN).
7 червня 2009 року Єжи Бузек переобраний депутатом Європарламенту від Сілезького воєводства, діставши найкращу підтримку в масштабах країни (393 117 голосів, що становило 42% тих, хто взяв участь у виборах). Невдовзі після виборів увійшов до Громадянської платформи. 19 липня його обирають Президентом Європарламенту (555 голосів). У своїй інавгураційній промові в Страсбурзі, Бузек зазначив, що найбільшими завданнями, що стоять перед Європейським парламентом є подолання економічної кризи, європейська солідарність, права людини і реформи в самому парламенті. На своїй посаді Бузек відстоював позиції подальшої Європейської інтеграції, посиленню економічної дисципліни, та налагодженням стосунків із Україною та Білоруссю. В січні 2012 року німецький політик Мартін Шульц змінює Єжи Бузека на посаді Президента Європарламенту.

## Відзнаки
У 2012 році, за великі заслуги перед Польщею, передусім за проведення демократичних змін, за наукову і державну діяльність, за видатні досягнення в політичній діяльності на міжнародній арені, був нагороджений президентом Броніславом Коморовським Орденом Білого Орла. Урочистість нагородження відбулася 11 листопада 2012 року. 16 серпня 2013 року увійшов до складу Капітули Ордену Білого Орла.
Титул почесного доктора надали такі університети: Сеульський, Дортмундський, в Испарті, Сілезький у Катовицях (2010), Опольська політехніка (2006), Сілезька політехніка (2007), Лодзька політехніка (2010), Гірничо-Металургійною академія в Кракові (2010), Вроцлавська політехніка (2010), Військова технічна академія у Варшаві (2011), Університет кардинала Стефана Вишинського у Варшаві (2012), Свентокшиська політехніка в Кельцях (2012).
Почесний громадянин міст: Люблинець, Пекари Шльонські, Руда Шльонська, Рибнік, Гливиці, Гдиня, Пулави, Варшава, Острув-Великопольський, Забже.